# ريزان (مدينة)
ريزان Risan هي مدينة تقع في خليج كوتور في جمهورية الجبل الأسود.

## تاريخها
ترجع نشأتها إلى مستعمرة قديمة اسمها ريزون، وهي أقدم مستعمرة في خليج كوتور.
تقع في الجزء الداخلي من الخليج، وتحميها من الداخل منحدرات من الحجر الجيري لجبل أورين، أعلى سلسلة في شرق البحر الأدرياتيكي. كما تحميها مضايق ضيقة لخليج كوتور تحميها من البحر المفتوح.